# Биг-Санди (ранчерия)
Биг-Санди (англ. Big Sandy Rancheria) — индейская ранчерия народа моно, расположенная в центральной части штата Калифорния.

## История
В 1909 году Бюро по делам индейцев приобрело 1,133 км² или 280 акров земли для группы индейцев, принадлежащих к племени западных моно. Территория должна была находиться в доверительном управлении индейской общины и стала известна как ранчерия Биг-Санди.

## География
Резервация состоит двух участков, расположенных вдоль ручья Болд-Милл-Крик в центральной части Калифорнии в округе Фресно. Общая площадь Биг-Санди, включая трастовые земли (0,312 км²), составляет 1,376 км². 
Административным центром резервации и штаб-квартирой племени является статистически обособленная местность Оберри.

## Демография
По данным федеральной переписи населения 2010 года, в ранчерии проживало 118 человек. Согласно федеральной переписи населения 2020 года в ранчерии проживало 175 человек, насчитывалось 35 домохозяйств и 47 жилых домов. Средний возраст, проживающих в Биг-Санди, составлял 17,5 лет. Доход среднего домохозяйства в индейской резервации составлял 44 375 долларов США. Около 30,9 % всего населения находились за чертой бедности, в том числе 35,9 % из тех, кому ещё не исполнилось 18 лет и ни одного старше 65 лет.
Расовый состав распределился следующим образом: белые — 20 чел., коренные американцы (индейцы США) — 137 чел., представители других рас — 2 чел., представители двух или более рас — 16 человек; испаноязычные или латиноамериканцы любой расы составили 33 человека. Плотность населения составляла 127,2 чел./км².

## Комментарии
1. ↑  В состав резервации входит лишь  часть населённого пункта.